# Panicum xanthophysum
Panicum xanthophysum är en gräsart som beskrevs av Asa Gray. Panicum xanthophysum ingår i släktet vipphirser, och familjen gräs. Inga underarter finns listade i Catalogue of Life.